# Davilla papyracea
Davilla papyracea är en tvåhjärtbladig växtart som beskrevs av Aymard. Davilla papyracea ingår i släktet Davilla, och familjen Dilleniaceae. Inga underarter finns listade i Catalogue of Life.